# Wooler Engineering

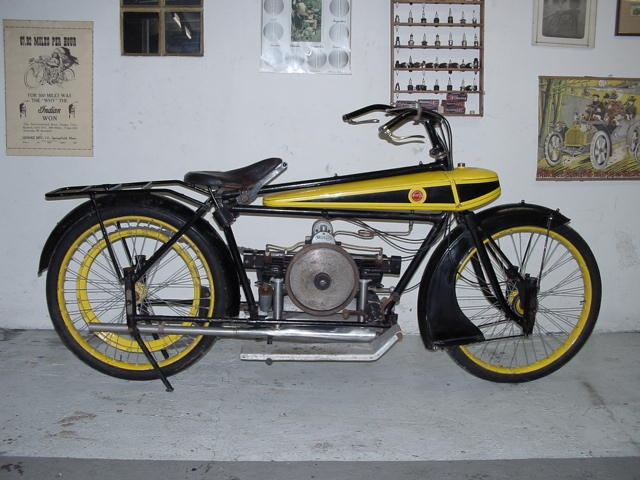
Wooler-Motorrad von 1920

Die Wooler Engineering Co. Ltd. war ein britischer Fahrzeughersteller.

## Unternehmensgeschichte
John Wooler entwarf 1909 sein erstes Motorrad namens Rocket, das er bei der Wilkinson Sword Company herstellen ließ. Kurz darauf gründete er sein eigenes Unternehmen in Alperton (Middlesex) und fertigte Motorräder. Das Unternehmen wurde mehrfach umbenannt. Zwischen 1919 und 1921 entstanden auch Automobile. Zu dieser Zeit lautete die Firma Wooler Engineering Co. Ltd. Woolers Sohn Ron führte später die Motorradproduktion fort. 1955 kam das Aus.

## Fahrzeuge

### Automobile
Vom Cyclecar Wooler Mule wurden nur zwei Exemplare gebaut. Er besaß einen luftgekühlten Zweizylinder-Reihenmotor mit 1021 cm³ Hubraum. Die Hinterräder standen sehr dicht nebeneinander, sodass der Eindruck entstand, es wäre ein Dreirad. Der Verkaufserfolg war gering.